# Klokočná
Klokočná település Csehországban, a Kelet-prágai járásban. Klokočná Struhařov, Tehov, Mnichovice, Svojetice és Všestary településekkel határos. Lakosainak száma 287 fő (2024. január 1.).

## Népesség
A település lakosságának változását az alábbi diagram mutatja:
| Lakosok száma | 224  | 208  | 220  | 200  | 131  | 232  | 254  | 267  | 284  | 287  |
|               | 1869 | 1900 | 1921 | 1961 | 1980 | 2011 | 2016 | 2019 | 2021 | 2024 |